# 1954年バスケットボール世界選手権
1954年バスケットボール世界選手権（FIBA World Championship 1954）は、1954年に、ブラジルのリオデジャネイロで開催されたバスケットボールの国際大会である。
米国が初優勝を果たした。開催国ブラジルは準優勝。

## 最終順位
| 1954年世界選手権 優勝国: |
| ------------------------ |
| アメリカ合衆国 初優勝    |

| 順位 | 国             |
| ---- | -------------- |
| 2    | ブラジル       |
| 3    | フィリピン     |
| 4    | フランス       |
| 5    | 中華民国       |
| 6    | ウルグアイ     |
| 7    | カナダ         |
| 8    | イスラエル     |
| 9    | パラグアイ     |
| 10   | チリ           |
| 11   | ユーゴスラビア |
| 12   | ペルー         |